# Çaylı, Eskipazar
Çaylı là một xã thuộc huyện Eskipazar, tỉnh Karabük, Thổ Nhĩ Kỳ. Dân số thời điểm năm 2010 là 42 người.